# Llista dels gratacels més alts del món
La llista dels edificis i estructures més alts del món (actualitzada el 2020) és la següent:
Aquesta llista dels edificis més alts del món inclou els gratacels amb plantes ocupables de forma continuada i una alçada d'almenys 350 metres. Les estructures que no són edificis, com ara les torres, no s'inclouen en aquesta llista.
| negreta | L'edifici ha estat en algun moment el més alt del món |

| Posició | Edifici[A]                             | Imatge       | Ciutat          | País           | Alçada (m) | Alçada (ft) | Plantes              | Construït |
| ------- | -------------------------------------- | ------------ | --------------- | -------------- | ---------- | ----------- | -------------------- | --------- |
| 1       | Burj Khalifa★                          |              | Dubai           | EAU            | 828 m      | 2,717 ft    | 163                  | 2010      |
| 2       | Merdeka 118                            |              | Kuala Lumpur    | Malàisia       | 678.9 m    | 2,227 ft    | 118 (+ 5 sota terra) | 2022      |
| 3       | Shanghai Tower                         |              | Xangai          | Xina           | 632 m      | 2,073 ft    | 128                  | 2015      |
| 4       | Abraj Al-Bait Clock Tower              |              | La Meca         | Aràbia Saudita | 601 m      | 1,971 ft    | 120                  | 2012      |
| 5       | Ping An Finance Centre                 |              | Shenzhen        | Xina           | 599 m      | 1,965 ft    | 115                  | 2017[B]   |
| 6       | Lotte World Tower                      |              | Seül            | Corea del Sud  | 555 m      | 1,818 ft    | 123                  | 2016[B]   |
| 7       | One World Trade Center                 |              | Nova York       | Estats Units   | 541.3 m    | 1,776 ft    | 104                  | 2014      |
| 8       | Guangzhou CTF Finance Centre           |              | Guangzhou       | Xina           | 530 m      | 1,740 ft    | 111                  | 2016[B]   |
| 8       | Tianjin CTF Finance Centre             |              | Tientsin        | Xina           | 530 m      | 1,739 ft    | 98                   | 2019      |
| 10      | China Zun Tower                        |              | Pequín          | Xina           | 528 m      | 1,732 ft    | 108                  | 2018      |
| 11      | Taipei 101★                            |              | Taipei          | Taiwan         | 509 m      | 1,670 ft    | 101                  | 2004      |
| 12      | Shanghai World Financial Center        |              | Xangai          | Xina           | 492 m      | 1,614 ft    | 101                  | 2008      |
| 13      | International Commerce Centre          |              | Hong Kong       | Hong Kong      | 484 m      | 1,588 ft    | 118                  | 2010      |
| 14      | Central Park Tower                     |              | Nova York       | Estats Units   | 472 m      | 1,550 ft    | 99                   | 2020      |
| 15      | Lahhta Center                          |              | Sant Petersburg | Rússia         | 462 m      | 1,516 ft    | 86                   | 2018      |
| 16      | Landmark 81                            |              | Ho Chi Minh     | Vietnam        | 461 m      | 1,513 ft    | 81                   | 2018      |
| 17      | Changsha IFS                           |              | Changsha        | Xina           | 452 m      | 1,483 ft    | 88                   | 2017      |
| 18      | Petronas Tower 1★                      |              | Kuala Lumpur    | Malàisia       | 452 m      | 1,483 ft    | 88                   | 1998      |
| 18      | Petronas Tower 2★                      | Kuala Lumpur | Malàisia        | 452 m          | 1,483 ft   | 88          | 1998                 |           |
| 20      | Zifeng Tower                           |              | Nanjing         | Xina           | 450 m      | 1,476 ft    | 89                   | 2010      |
| 20      | Suzhou IFS                             |              | Suzhou          | Xina           | 450 m      | 1,476 ft    | 92                   | 2017      |
| 22      | The Exchange 106                       |              | Kuala Lumpur    | Malàisia       | 445 m      | 1,461 ft    | 95                   | 2019      |
| 23      | Willis Tower★ (abans Sears Tower)      |              | Chicago         | Estats Units   | 442 m      | 1,451 ft    | 108                  | 1974      |
| 24      | KK100                                  |              | Shenzhen        | Xina           | 442 m      | 1,449 ft    | 100                  | 2011      |
| 25      | Guangzhou International Finance Center |              | Guangzhou       | Xina           | 440 m      | 1,440 ft    | 103                  | 2010      |
| 26      | Wuhan Center                           |              | Wuhan           | Xina           | 438 m      | 1,437 ft    | 88                   | 2016[B]   |
| 27      | 111 West 57th Street                   |              | Nova York       | Estats Units   | 435 m      | 1,428 ft    | 84                   | 2020      |
| 28      | One Vanderbilt                         |              | Nova York       | Estats Units   | 427 m      | 1,401 ft    | 67                   | 2021      |
| 29      | Dongguan International Trade Center 1  |              | Dongguan        | Xina           | 426,9 m    |             | 88                   | 2020      |
| 30      | 432 Park Avenue                        |              | Nova York       | Estats Units   | 425.5 m    | 1,396 ft    | 88                   | 2015      |
| 31      | Marina 101                             |              | Dubai           | EAU            | 425 m      | 1,394 ft    | 101                  | 2015[B]   |
| 32      | Trump International Hotel and Tower    |              | Chicago         | Estats Units   | 423 m      | 1,389 ft    | 98                   | 2009      |
| 33      | Jin Mao Tower                          |              | Xangai          | Xina           | 420.5 m    | 1,380 ft    | 88                   | 1999      |
| 34      | Princess Tower                         |              | Dubai           | EAU            | 414 m      | 1,358 ft    | 101                  | 2012      |
| 35      | Al Hamra Tower                         |              | Kuwait City     | Kuwait         | 413 m      | 1,354 ft    | 80                   | 2011      |
| 36      | Two International Finance Centre       |              | Hong Kong       | Hong Kong      | 412 m      | 1,352 ft    | 88                   | 2003      |
| 37      | Haeundae LCT The Sharp                 |              | Busan           | Corea del Sud  | 411.6 m    | 1,350 ft    | 101                  | 2019      |
| 38      | Nanning China Resources Tower          |              | Nanning         | Xina           | 402.7 m    | 1,321 ft    | 85                   | 2019      |
| 39      | Guiyang Financial Center Tower 1       |              | Guiyang         | Xina           | 401        |             | 79                   | 2021      |
| 40      | China Resources Headquarters           |              | Shenzen         | Xina           | 392.5 m    | 1,288 ft    | 68                   | 2018      |
| 41      | 23 Marina                              |              | Dubai           | EAU            | 392.4 m    | 1,287 ft    | 88                   | 2012      |
| 42      | CITIC Plaza                            |              | Guangzhou       | Xina           | 390.2 m    | 1,280 ft    | 80                   | 1996      |
| 43      | Shum Yip Upperhills Tower 1            |              | Shenzen         | Xina           | 388 m      | 1,273 ft    | 80                   | 2020      |
| 44      | 30 Hudson Yards                        |              | Nova York       | Estats Units   | 386.6 m    | 1,268 ft    | 73                   | 2019      |
| 45      | PIF Tower                              |              | Riad            | Aràbia Saudita | 385 m      | 1 263 ft    | 77                   | 2015[B]   |
| 46      | Shun Hing Square                       |              | Shenzhen        | Xina           | 384 m      | 1,260 ft    | 69                   | 1996      |
| 47      | Eton Place Dalian Tower 1              |              | Dalian          | Xina           | 383 m      | 1,257 ft    | 81                   | 2015[B]   |
| 48      | Logan Century Center 1                 |              | Nanning         | Xina           | 381.3 m    | 1,251 ft    | 82                   | 2018      |
| 49      | Burj Mohammed bin Rashid               |              | Abu Dhabi       | EAU            | 381.2 m    | 1,251 ft    | 88                   | 2014      |
| 50      | Empire State Building★                 |              | Nova York       | Estats Units   | 381 m      | 1,250 ft    | 102                  | 1931      |
| 51      | Elite Residence                        |              | Dubai           | EAU            | 380.5 m    | 1,248 ft    | 87                   | 2012      |
| 52      | Shenzhen Center                        |              | Shenzhen        | Xina           | 375,6      |             | 80                   | 2019      |
| 53      | Central Plaza                          |              | Hong Kong       | Hong Kong      | 373.9 m    | 1,227 ft    | 78                   | 1992      |
| 54      | Bashnya Federetsiya (Torre Est)        |              | Moscou          | Rússia         | 373.7 m    | 1,226 ft    | 95                   | 2016[B]   |
| 55      | Dalian International Trade Center      |              | Dalian          | Xina           | 370.2 m    | 1,214 ft    | 86                   | 2016[B]   |
| 56      | Address Boulevard                      |              | Dubai           | EAU            | 370 m      | 1,214 ft    | 72                   | 2016[B]   |
| 57      | Haitian Center Tower 2                 |              | Qingdao         | Xina           | 369 m      |             | 72                   | 2020      |
| 58      | Golden Eagle Tiandi Tower A            |              | Nanjing         | Xina           | 368.1 m    | 1,208 ft    | 76                   | 2018      |
| 59      | Bank of Xina Tower                     |              | Hong Kong       | Hong Kong      | 367.4 m    | 1,205 ft    | 70                   | 1990      |
| 60      | Bank of America Tower                  |              | Nova York       | Estats Units   | 365.8 m    | 1,200 ft    | 56                   | 2009      |
| 61      | Vista Tower                            |              | Chicago         | Estats Units   | 362.9 m    | 1,191 ft    | 101                  | 2020      |
| 62      | Almas Tower                            |              | Dubai           | EAU            | 360 m      | 1,181 ft    | 68                   | 2009      |
| 63      | Hanking Center                         |              | Shenzhen        | Xina           | 358.9 m    | 1,177 ft    | 65                   | 2019      |
| 64      | Gevora Hotel                           |              | Dubai           | EAU            | 356.3 m    | 1,169 ft    | 75                   | 2017      |
| 65      | JW Marriott Marquis Dubai Tower 1      |              | Dubai           | EAU            | 355 m      | 1,166 ft    | 82                   | 2012      |
| 65      | JW Marriott Marquis Dubai Tower 2      | 355 m        | Dubai           | EAU            | 1,166 ft   | 82          | 2012                 |           |
| 67      | Emirates Office Tower                  |              | Dubai           | EAU            | 354.6 m    | 1,163 ft    | 54                   | 2000      |
| 68      | Raffles City Chongqing T3N             |              | Chongqing       | Xina           | 354.5 m    | 1,163 ft    | 79                   | 2019      |
| 68      | Raffles City Chongqing T4N             | Chongqing    | Xina            | 354.5 m        | 1,163 ft   | 79          | 2019                 |           |
| 70      | Torre OKO - Torre Sud                  |              | Moscou          | Rússia         | 354 m      | 1,160 ft    | 85                   | 2015      |
| 71      | The Marina Torch                       |              | Dubai           | EAU            | 352 m      | 1,155 ft    | 86                   | 2011      |
| 72      | Forum 66 Tower 1                       |              | Shenyang        | Xina           | 350,6 m    | 1,150 ft    | 68                   | 2015[B]   |
| 73      | The Pinnacle                           |              | Guangzhou       | Xina           | 350.3 m    | 1,149 ft    | 60                   | 2012      |
| 74      | Xi'an Glory Intl. Financial Center     |              | Xi'an           | Xina           | 350 m      | 1,148 ft    | 75                   | 2019      |

|  |
|  |
|  |
|  |
|  |
|  |
|  |
|  |
|  |
|  |
|  |
|  |
|  |
|  |
|  |
|  |
|  |
|  |
|  |
|  |